# گبنباخ
گبنباخ (به آلمانی: Gebenbach) یک شهر در آلمان است که در امبرگ-سولزباخ واقع شده‌است. گبنباخ ۹۵۱ نفر جمعیت دارد.